# Мардашов, Владимир Павлович
Владимир Павлович Мардашов — советский хозяйственный, государственный и политический деятель.

## Биография
Родился в 1933 году в Куйбышевской области. Член КПСС.
С 1957 года — на хозяйственной, общественной и политической работе. В 1957—2015 гг. — участник строительства Куйбышевского металлургического завода Минавиапрома СССР, участник строительства доменных печей на Новотульском металлургическом заводе, участник строительства агломерационной фабрики и прокатных станов на Череповецком металлургическом заводе, участник капитального ремонта стана горячей
прокатки на Сталинградском заводе «Красный Октябрь», главный инженер, начальник Главметаллургмонтажа, заместитель министра Минмонтажспецстроя СССР, первый заместитель председателя Госстроя СССР, вице-президент Международного союза строителей.
За создание и внедрение гаммы обжиговых машин для производства в широких промышленных масштабах окатышей из тонкоизмельчённых железорудных концентратов был в составе коллектива Государственной премии СССР в области науки и техники 1981 года.
Живёт в Москве.